# Bezirk Aknīste
Der Bezirk Aknīste (Aknīstes novads) war ein Bezirk im Süden Lettlands an der Grenze zu Litauen in der historischen Landschaft Sēlija, der von 2009 bis 2021 existierte. Bei der Verwaltungsreform 2021 wurde der Bezirk aufgelöst, seine Gemeinden gehören seitdem zum neuen Bezirk Jēkabpils.

## Geographie
Durch das ländlich geprägte Gebiet fließt die Dienvidsusēja. Die Südgrenze war zugleich Staatsgrenze mit Litauen.

## Verwaltungsgliederung und Bevölkerung
Der Bezirk bestand aus den drei Gemeinden (pagasts) Asare, Gārsene und Aknīste (Land) sowie dem Verwaltungszentrum Aknīste. Im Jahre 2010 lebten 3236  Einwohner im Bezirk, 2020 waren es nur noch 2520.

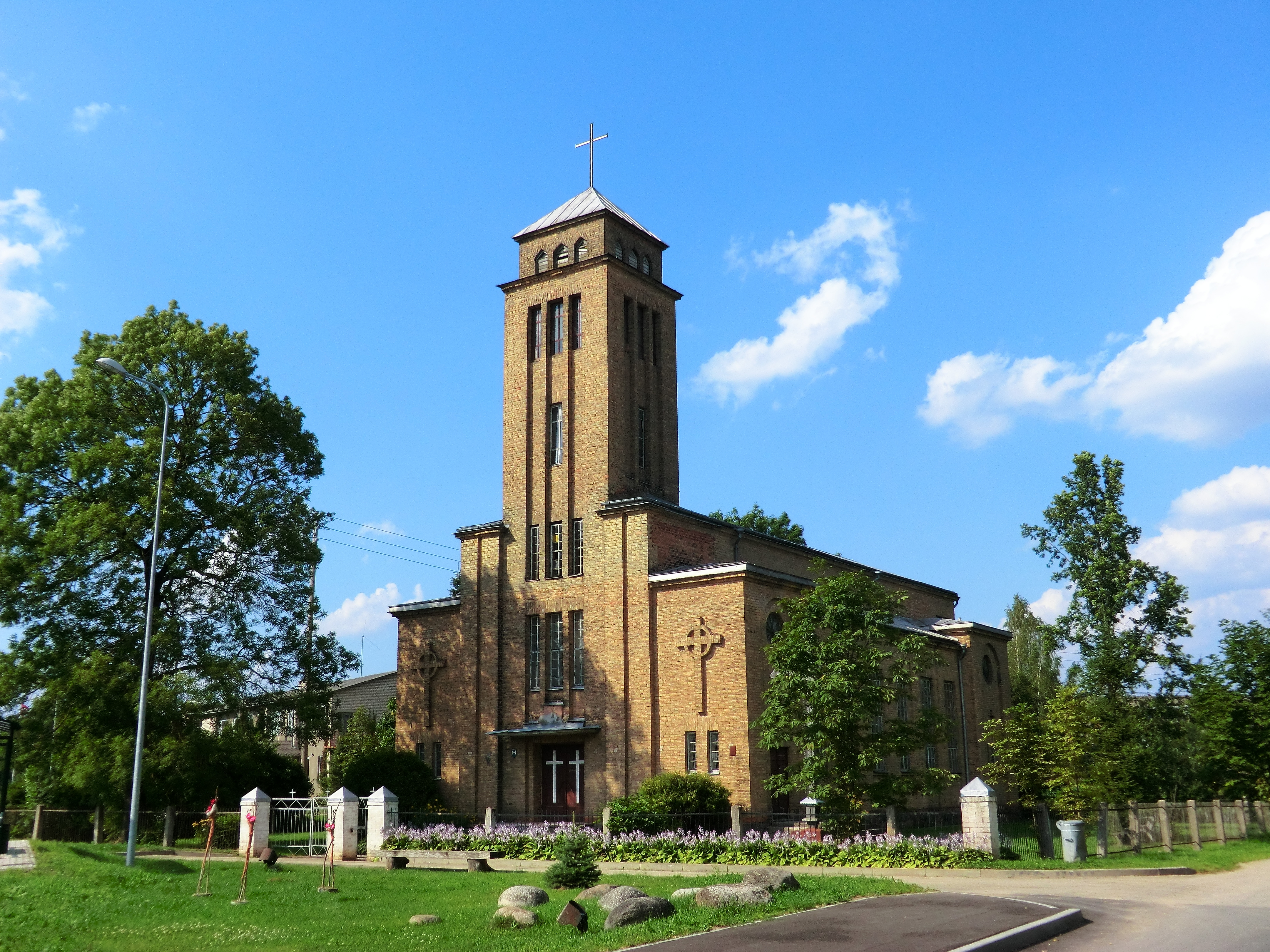
Römisch-katholische Kirche St. Ignatius in Akniste, erbaut 1937–1940
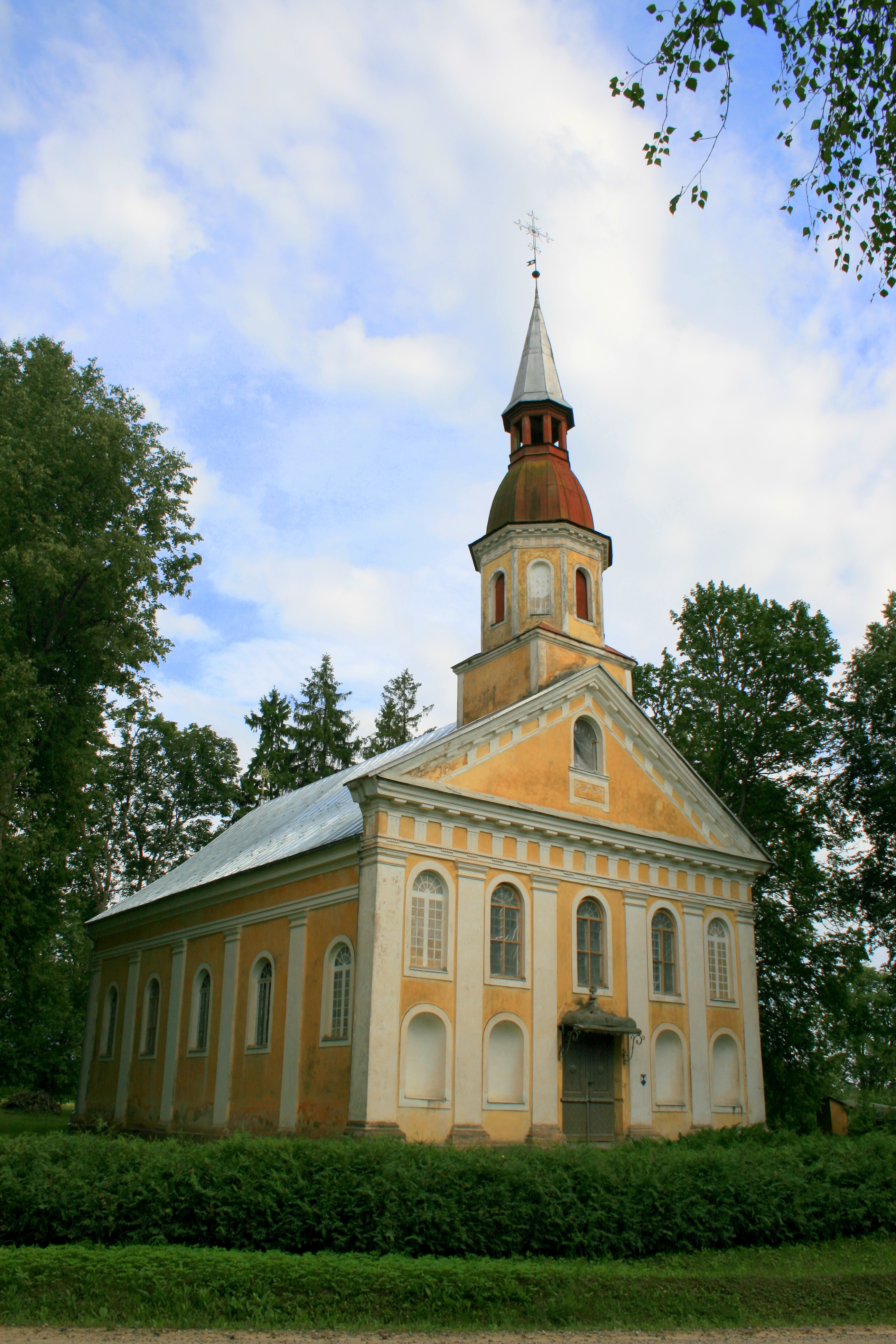
Lutherische Kirche in Asare, erbaut 1820–1823
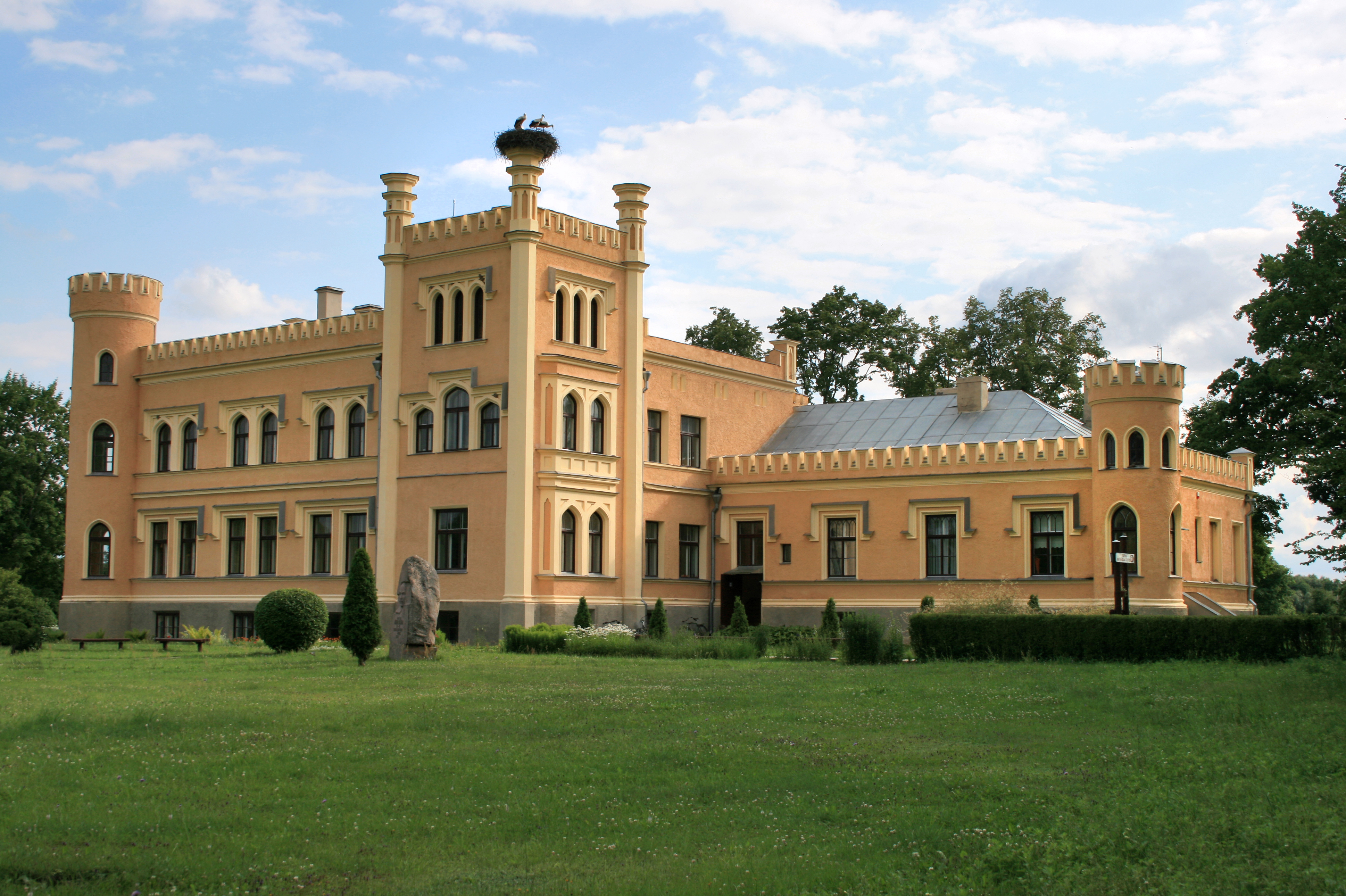
Herrenhaus Garßen in Gārsene, erbaut 1856
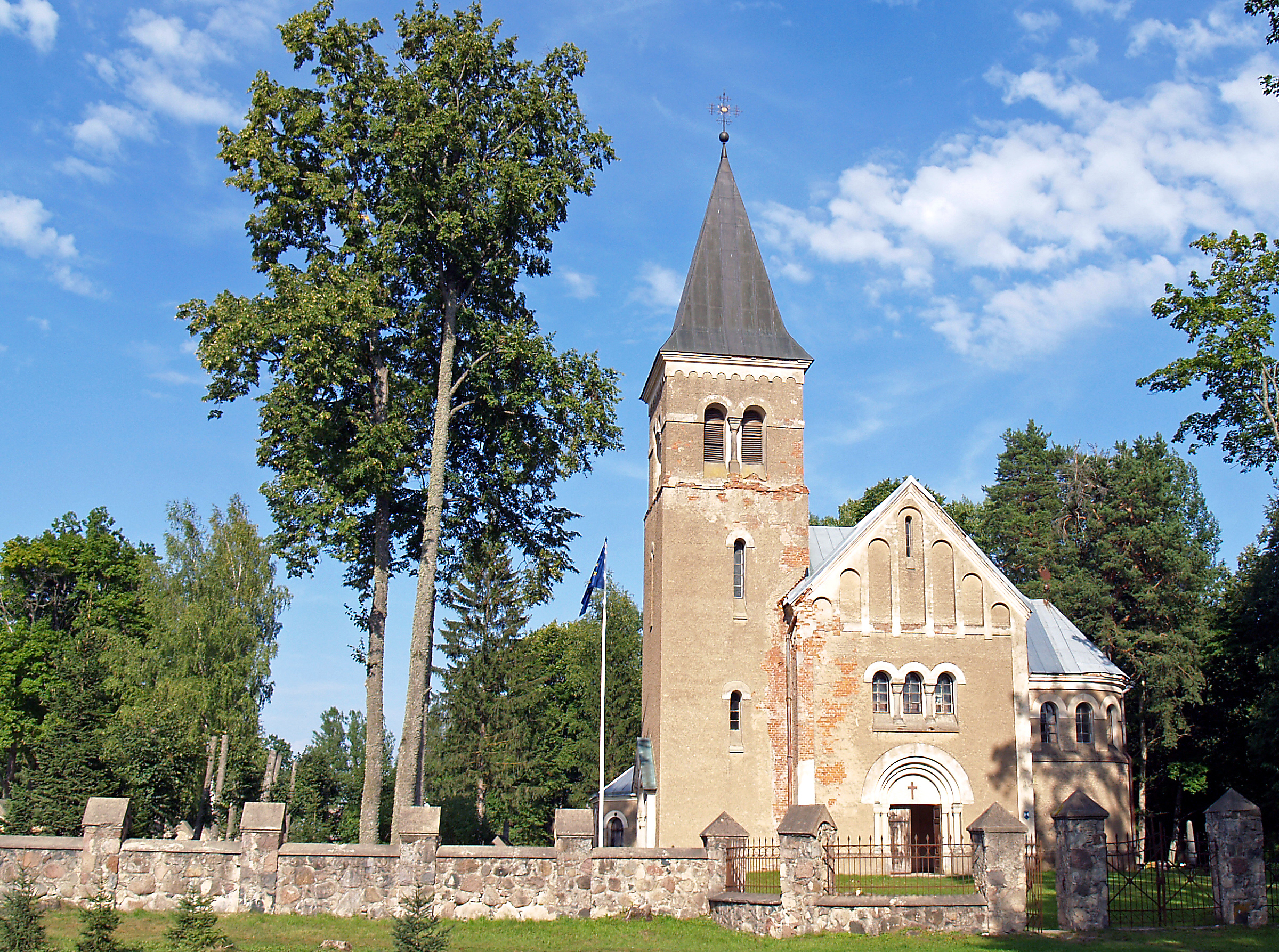
Lutherische Kirche in Gārsene, erbaut 1906

## Nachweise
1. ↑  Vides aizsardzības un reģionālās attīstības ministrija (Ministerium für Naturschutz und Regionalentwicklung), Karten und Auflistung der Verwaltungseinheiten, abgerufen am 28. Juli 2021
2. ↑  Bevölkerung der Regionen, Städte und Bezirke Centrālā statistikas pārvalde (Statistisches Amt der Republik Lettland), abgerufen am 13. April 2021.